# 田关电排站
30°23′35″N 112°49′01″E / 30.39313°N 112.81704°E
田关电排站，是位于中华人民共和国湖北省潜江市田关河的一个排灌站，在红军闸南侧。

## 沿革
为解决长湖泄洪、四湖上区及中区排洪之间的问题，湖北省计划委员会批准在红军闸南侧300米处修建四湖地区电力排水工程田关电排站。1986年5月14日动工，1989年5月竣工。装机2800千瓦×6台，设计流量220立方米每秒，承排面积3240平方公里。其主体工程包括主厂房、变电站、瞭望台，此外还有引水桥、公路桥、后堤等附属工程。1991年四湖地区洪水暴发，7月5日田关电排站开机抢排，但因洪水严重，仍然导致灾情出现。